# Vojtěch Schwab
Vojtěch Schwab, (1723–1724 – 27. září 1792, Litoměřice) byl český římskokatolický duchovní, sídelní kanovník Katedrální kapituly u sv. Štěpána v Litoměřicích.

## Život
Vojtěch Schwab patřil mezi nejbližší spolupracovníky 6. litoměřického biskupa Emanuela Arnošta z Valdštejna, který ho roku 1766 instaloval kanovníkem litoměřické kapituly u sv. Štěpána.
Z mnoha úkolů mu připadla i práce v komisi při rušení jezuitského řádu v roce 1773. Dekret o zrušení jezuitského řádu došel na litoměřickou biskupskou konzistoř 20. října 1773. Dne 25. listopadu 1773 odjel s komisí v níž byl litoměřický krajský hejtman Wolfgang von Schönau a sekretář konzistoře K. Hartmann do liběšické jezuitské rezidence. Sekretář Hartmann přečetl zrušovací dekret v jehož důsledku muselo všech patnáct jezuitských kněží a osm laických bratří v čele s posledním superiorem K. Pieschingerem liběšickou rezidenci opustit. Po opuštění rezidence jezuity byl v Liběšicích rozchvácen i zdejší majetek, mezi nímž byla především neobyčejně cenná knihovna, v níž byla i celá řada starých rukopisů zabavených mezi nekatolíky. Rezidence i celé panství připadlo náboženskému a studijnímu fondu.
Jako litoměřický kanovník zažil po smrti biskupa Emanuela Arnošta z Valdštejna příchod jeho nástupce Ferdinanda Kindermanna, který do Litoměřic přijel na biskupskou intronizaci 10. října 1790. S novým biskupem však Schwab spolupracoval jen krátce, protože v roce 1792 zemřel.